# 小乌帕尔
小乌帕尔是德国梅克伦堡-前波美拉尼亚州的一个市镇。总面积7.91平方公里，总人口273人，其中男性142人，女性131人（2011年12月31日），人口密度35人/平方公里。